# Miara licząca
Miara licząca – miara, która przyporządkowuje zbiorowi liczbę jego elementów – gdy jest to zbiór skończony lub nieskończoność – gdy jest to zbiór nieskończony.
Miara ta pozwala sformułować kryteria zbieżności szeregów poprzez zastosowanie do ciągów twierdzeń teorii całki Lebesgue’a (m.in. o zbieżności monotonicznej, o zbieżności ograniczonej, Fubiniego, lematu Fatou, zob. dalej).

## Definicja
Niech {\displaystyle X} będzie dowolnym zbiorem, niech {\displaystyle P(X)} będzie zbiorem potęgowym zbioru {\displaystyle X}(tj. rodziną wszystkich jego podzbiorów). Niech {\displaystyle |A|} oznacza liczbę elementów zbioru, gdy jest on skończony.
Funkcja {\displaystyle \mu \colon P(X)\to [0,\infty ]} określona wzorem
{\displaystyle \mu (A)={\begin{cases}|A|,&{\mbox{gdy }}A{\mbox{ jest zbiorem skończonym}},\\\infty ,&{\mbox{gdy }}A{\mbox{ jest zbiorem nieskończonym}},\end{cases}}}
jest miarą nazywaną miarą liczącą na zbiorze {\displaystyle X} (zob. zbiór skończony).

## Przykład: PrzestrzenieLp(Γ,μ){\displaystyle L_{p}(\Gamma ,\mu )}
Niech dana będzie przestrzeń funkcji {\displaystyle f} określonych na zbiorze {\displaystyle X,} które:
- mają wartości skalarne,
- przyjmują co najwyżej przeliczalnie wiele niezerowych wartości,
- są sumowalne w {\displaystyle p}-tej potędze, tzn. dla każdej funkcji {\displaystyle f} tej przestrzeni oraz dla {\displaystyle p\in [0,\infty )} liczba

{\displaystyle \|f\|_{p}=\left(\sum _{i\in X}{\big |}f(i){\big |}^{p}\right)^{\frac {1}{p}}}
jest liczbą skończoną (przy czym sumowanie przebiega po miejscach niezerowych funkcji).
Z definicji widać, że na zbiorze {\displaystyle X} określona została miara licząca.
Przestrzeń powyżej zdefiniowaną oznacza się symbolem {\displaystyle \ell _{p}(X)} i czyta się: przestrzeń funkcyjna funkcji sumowalnych w {\displaystyle p}-tej potędze, określonych na zbiorze {\displaystyle X.}

## Twierdzenia
Tw. 1 Przestrzenie {\displaystyle \ell _{p}(X)} są szczególnym przypadkiem przestrzeni funkcyjnych {\displaystyle L_{p}(X,\mu ),\,\,p\in [0,\infty )} z dowolną miarą {\displaystyle \mu }.
Tw. 2 Przestrzeń {\displaystyle \ell _{p}(X)} jest:
- przestrzenią unormowaną, przy czym norma zadana jest wzorem
{\displaystyle \|f\|_{p}=\left(\sum _{i\in X}{\big |}f(i){\big |}^{p}\right)^{\frac {1}{p}},}
- przestrzenią metryczną, z metryką generowaną przez normę, tj.
{\displaystyle d(f,g)=\|f-g\|_{p}=\left(\sum _{i\in X}{\big |}f(i)-g(i){\big |}^{p}\right)^{\frac {1}{p}},}
- przestrzenią metryczną zupełna, czyli przestrzenią Banacha.

Tw. 3: Przestrzenie {\displaystyle \ell _{p}(X)} są refleksywne wtedy i tylko wtedy, gdy {\displaystyle p\in (1,\infty ).}
Tw. 4 (o izometrycznym izomorfizmie)
Niech {\displaystyle p\in [1,\infty ),} niech {\displaystyle q} będzie wykładnikem sprzężonym do {\displaystyle p.} Istnieje wówczas izometryczny izomorfizm
{\displaystyle {\big (}\ell _{p}(X){\big )}^{*}\cong \ell _{q}(X)}
wprowadzany przez standardowe parowanie
{\displaystyle \langle f,g\rangle =\sum _{i\in X}f(i)g(i),}
gdzie oraz {\displaystyle g\in \ell _{p}(X).}